# Maerua polyandra
Maerua polyandra är en kaprisväxtart som beskrevs av R. A. Grah. Maerua polyandra ingår i släktet Maerua och familjen kaprisväxter. Inga underarter finns listade i Catalogue of Life.